# Ли Цзиньхэ
Ли Цзиньхэ́ (кит. упр. 李金河, пиньинь Lǐ Jīnhé, р.22 мая 1964) — китайский тяжелоатлет, призёр Олимпийских игр.
Ли Цзиньхэ родился в 1964 году. В 1987 году на Спартакиаде народов КНР завоевал золотую медаль в весовой категории до 67,5 кг. В 1988 году стал бронзовым призёром Олимпийских игр в Сеуле, в 1993 — бронзовым призёром Спартакиады народов КНР.